# Kelsea Ballerini
Kelsea Nicole Ballerini (Mascot, 12 september 1993) is een Amerikaanse countrypopzangeres en songwriter. Ze werd geboren in Mascot, Tennessee, en groeide op in Knoxville. Al op jonge leeftijd toonde Ballerini een passie voor muziek en begon ze op haar twaalfde met het schrijven van liedjes. Op haar vijftiende verhuisde ze naar Nashville, Tennessee, om een carrière in de muziek na te streven.

## Carrière

### Beginjaren en doorbraak (2014-2016)

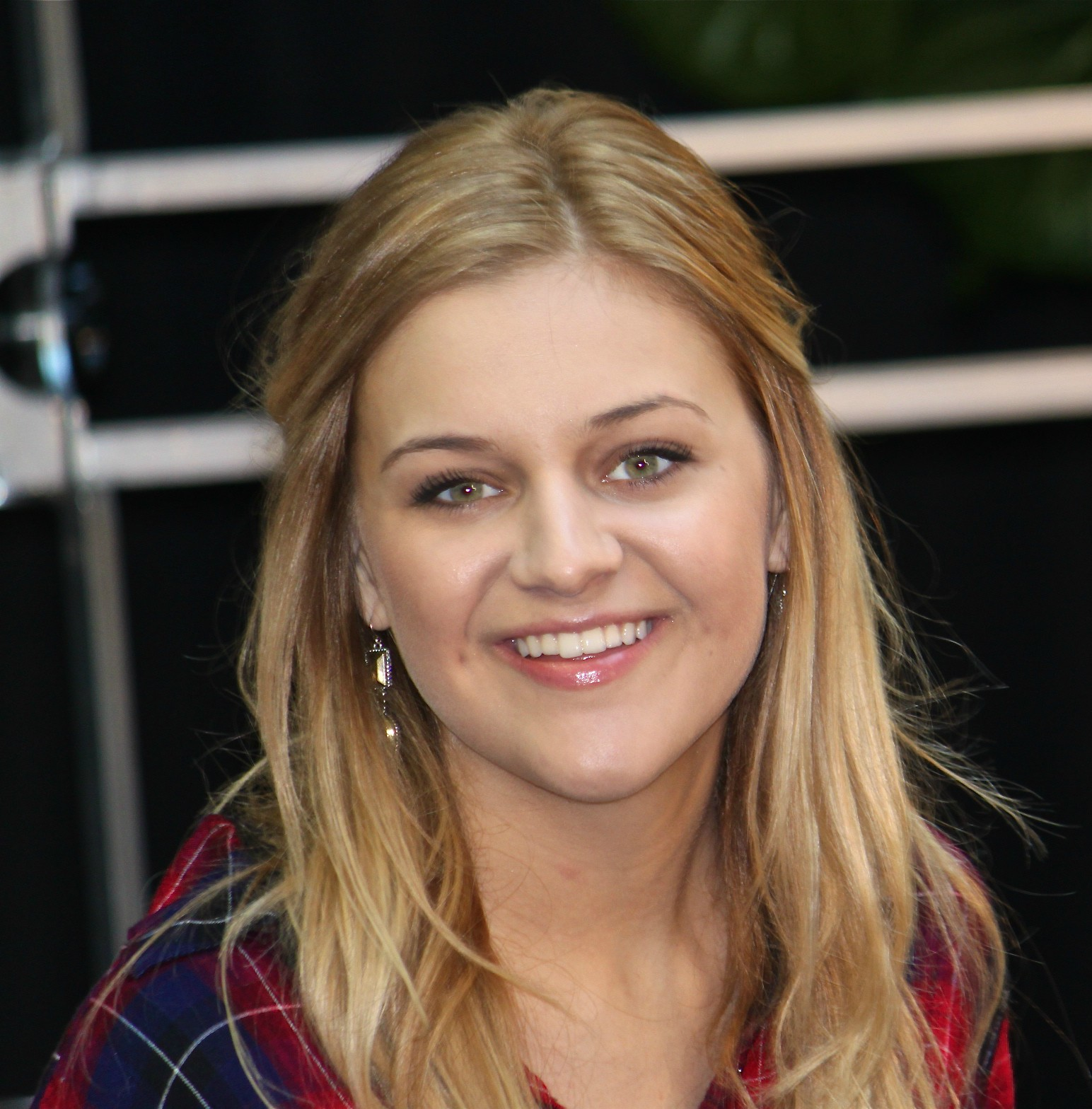
Ballerini in 2014

In 2014 tekende Ballerini een contract bij Black River Entertainment. Haar debuutsingle, "Love Me Like You Mean It", werd uitgebracht in de late herfst van dat jaar en bereikte de top van de Country Airplay-hitlijst in 2015. Dit maakte haar de eerste vrouwelijke artiest sinds Carrie Underwood in 2006 die met een debuutsingle de nummer één positie bereikte.
Haar debuutalbum, The First Time, werd uitgebracht in mei 2015 en omvatte meerdere hitsingles, waaronder Dibs, Peter Pan en Yeah Boy. Peter Pan bereikte ook de nummer één positie, waarmee Ballerini de eerste vrouwelijke countryartiest werd die haar eerste drie singles naar nummer één zag gaan.

### Verdere successen (2017-heden)

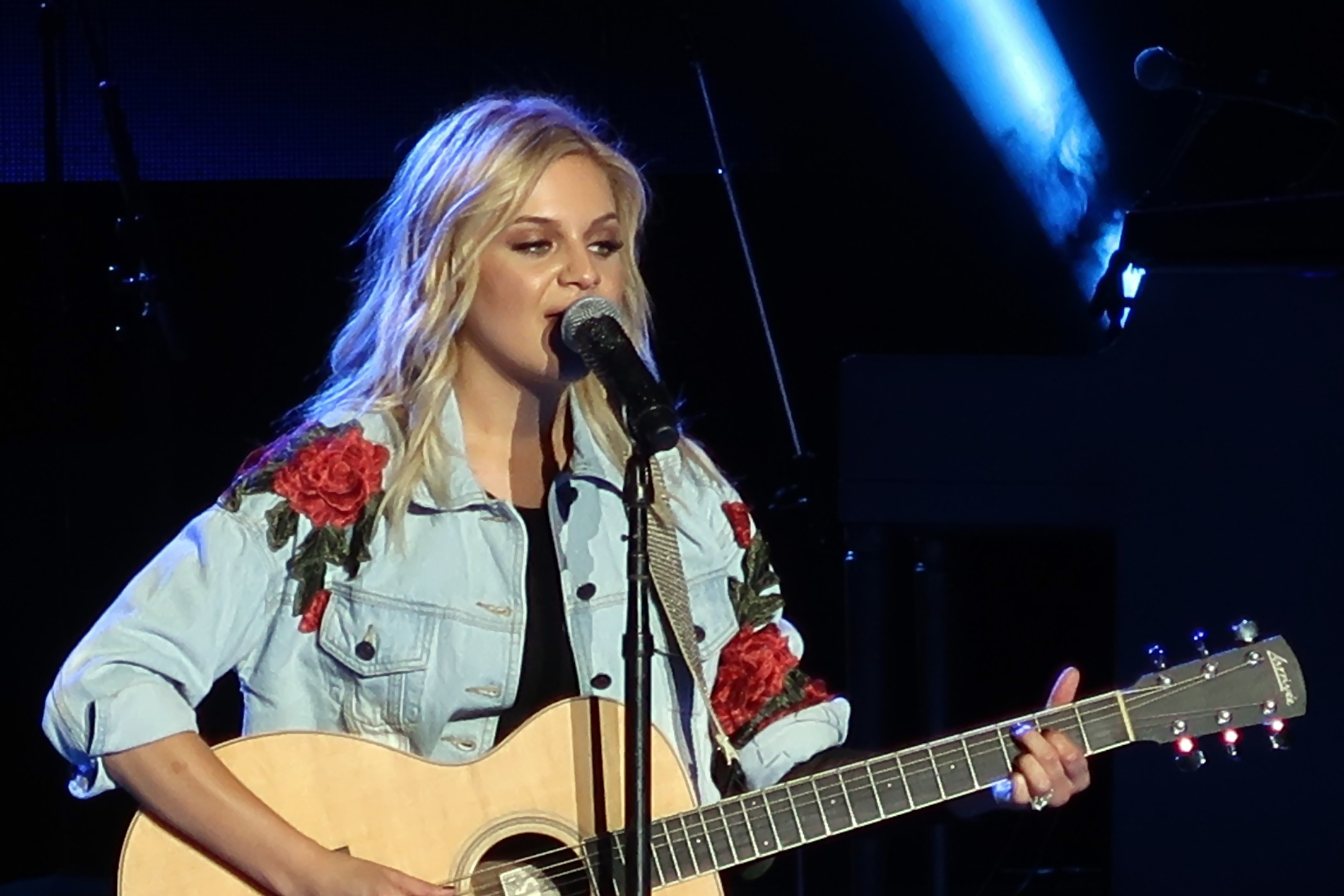
Kelsea Ballerini op een concert in 2017

In november 2017 bracht Ballerini haar tweede studioalbum, Unapologetically, uit. Het album kreeg lovende kritieken en bevatte de hitsingles Legends, I Hate Love Songs en Miss Me More. Het album weerspiegelde haar persoonlijke groei en verloving met Morgan Evans, een Australische countryzanger.
Ballerini's derde studioalbum, Kelsea, werd uitgebracht in maart 2020. Dit album bevatte samenwerkingen met prominente artiesten zoals Halsey. Later dat jaar bracht ze een akoestische versie van het album uit, getiteld Ballerini, waarin de liedjes in een intiemere en stripped-down versie werden gepresenteerd.

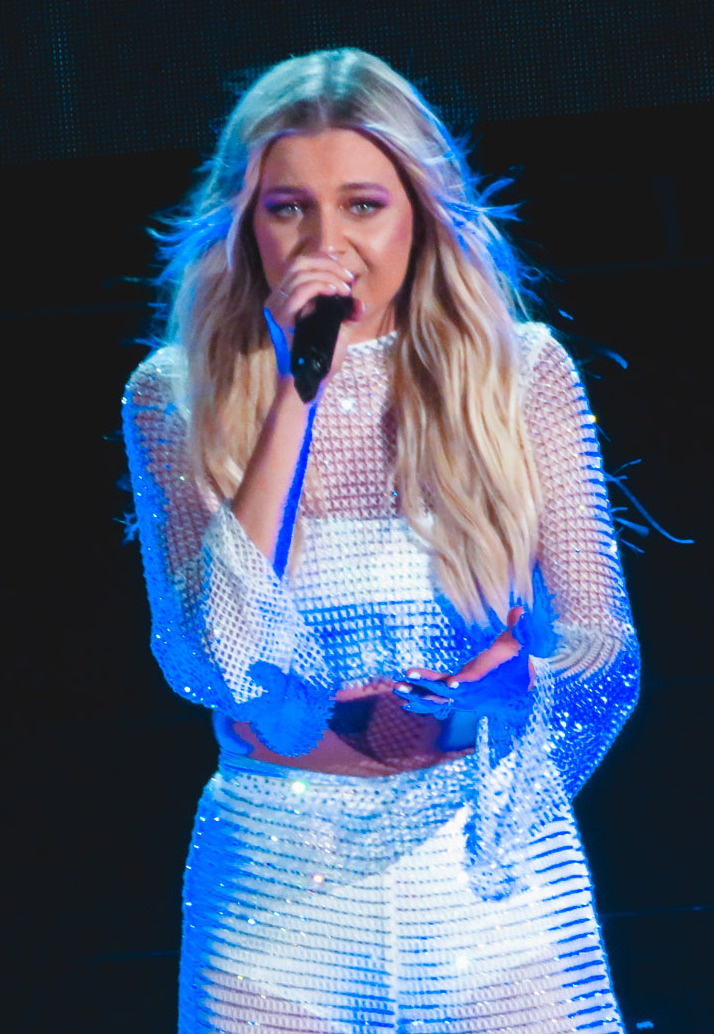
Kelsea Ballerini treedt op in de Red Rocks Amphitheatre in 2021

In 2021 bracht ze een samenwerking uit met de Jonas Brothers voor hun nummer "What a Man Gotta Do" en werkte ze samen met Kenny Chesney op het nummer Half of My Hometown, dat ook op haar album "Kelsea" staat.

## Muzikale stijl en invloeden
Kelsea Ballerini's muziekstijl wordt vaak omschreven als een mix van traditionele countrymuziek en moderne popinvloeden. Haar werk wordt gekenmerkt door pakkende melodieën, persoonlijke teksten en een frisse benadering van countrymuziek. Ze heeft artiesten zoals Taylor Swift, Shania Twain en Keith Urban genoemd als grote invloeden op haar muzikale stijl.

## Prijzen en onderscheidingen
Ballerini heeft talloze prijzen en nominaties ontvangen tijdens haar carrière. Ze werd onder andere genomineerd voor de Grammy Award voor Beste Nieuwe Artiest in 2017. Ze heeft verschillende CMT Music Awards, ACM Awards en iHeartRadio Music Awards gewonnen, waarmee ze haar status als een van de toonaangevende artiesten in de hedendaagse countrymuziek bevestigt.

## Persoonlijk leven

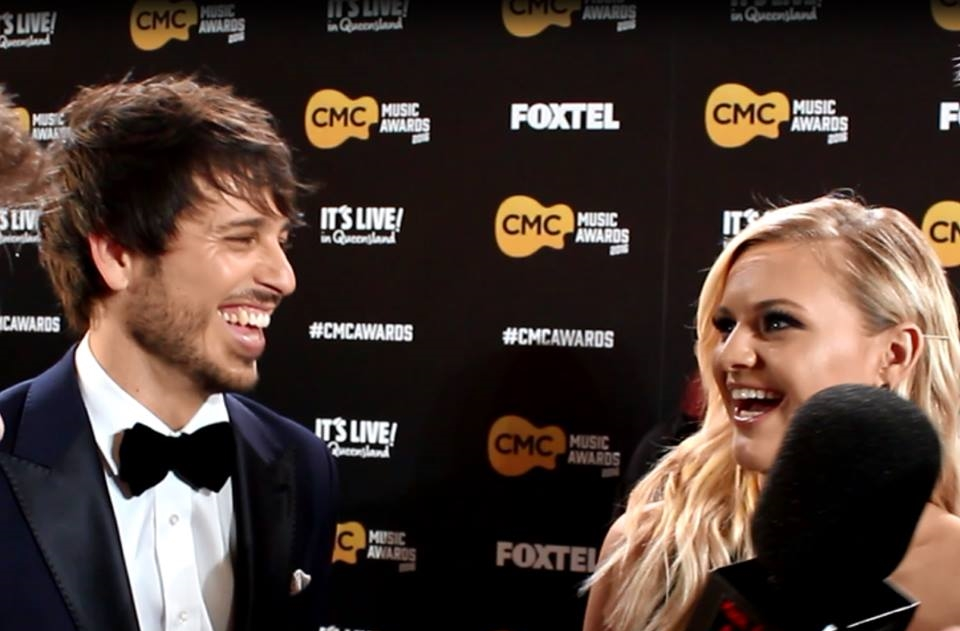
Morgan Evans en Kelsea Ballerini in Maart 2016

In december 2017 verloofde Kelsea Ballerini zich met Morgan Evans, en het paar trouwde op 2 december 2017 in Cabo San Lucas, Mexico. Buiten haar muziekcarrière is Ballerini betrokken bij verschillende liefdadigheidsactiviteiten en zet ze zich in voor muziekeducatie en steun aan jonge artiesten.

## Discografie

### Studioalbums
- "The First Time" (2015)
- "Unapologetically" (2017)
- "Kelsea" (2020)
- "Ballerini" (2020)

### Singles (selectie)
- "Love Me Like You Mean It"
- v"Dibs"
- "Peter Pan"
- "Yeah Boy"
- "Legends"
- "Miss Me More"
- "Homecoming Queen?"
- "Half of My Hometown" (met Kenny Chesney)